# Xã Louisburg, Quận Montgomery, Kansas
Xã Louisburg (tiếng Anh: Louisburg Township) là một xã thuộc quận Montgomery, tiểu bang Kansas, Hoa Kỳ. Năm 2010, dân số của xã này là 616 người.